# Соколовський Сергій Вікторович
Сергій Вікторович Соколовський (нар. 8 січня 1976, Київ) — український спортсмен із настільного тенісу. Багаторазовий чемпіон та призер чемпіонату України. Гравець національної збірної України брав у її складі участь у чемпіонатах світу та Європи. Майстер спорту України з настільного тенісу.

## Життєпис
Народився 8 січня 1976 року в Києві. Почав займатися настільним тенісом у віці 6 років під керівництвом Андрія Василевського. З 10 років тренувався у Юрія Кокуніна і Тетяни Кокуніної.

## Спортивний життєпис

### Участь в Чемпіонатах Світу і Європи
| Змагання         | Рік  | Місто      | Держава | одиночні     | парні        | мікст        | командні |
| ---------------- | ---- | ---------- | ------- | ------------ | ------------ | ------------ | -------- |
| Чемпіонат Світу  | 1993 | Гетеборг   | SWE     | кваліфікація |              |              | 41       |
| Чемпіонат Європи | 1994 | Бірмінгем  | ENG     | кваліфікація |              |              | 25       |
| Чемпіонат Світу  | 1995 | Тяньцзінь  | CHN     | 128          |              | кваліфікація | 26       |
| Чемпіонат Європи | 1996 | Братислава | SVK     | 128          |              | 64           | 26       |
| Чемпіонат Європи | 1998 | Ейндховен  | NED     | кваліфікація | кваліфікація | 32           | 24       |
| Чемпіонат Світу  | 1999 | Ейндховен  | NED     | 128          | 64           |              |          |
| Чемпіонат Європи | 2000 | Бремен     | GER     |              |              |              | 24       |

### Участь в Чемпіонатах України
П'ять разів перемагав у чоловічому одиночному розряді на Чемпіонатах України (1993, 1996, 1998, 1999, 2000), двічі був бронзовим призером (1997, 2001). Також вигравав Чемпіонат України в чоловічому парному розряді —тричі (1996 з Левадним Олександром, 2000 з Нігеруком Сергієм і 2001 з Горшковим Станіславом) і отримав срібну нагороду з Горшковим Станіславом в 1998.

### Професійні команди
Ставав Чемпіоном української Супер Ліги у складі команд Норд (Донецьк) і Локомотив-ПЗ (Суми). Ставав срібним призером граючи за команди Фаворит (Харцизьк), Університет фізичної виховання і спорту (Київ). 15 років виступав за іспанські команди Burgos (Мадрид), Sucomaga Leganés (Мадрид) (яка у 2009 році підвищилася в класі до Супердівізіона), Santiago de Compostela (Ла-Корунья). Після повернення з Іспанії у сезоні 2017/2018 виступав за команду Покоління (Київ) (2 місце у Вищій Лізі КЧУ і перехід в Супер Лігу). У сезоні 2023/2024 грає за команду АСФІР (Луганськ), яка посідає другу сходинку після двох зіграних турів.